# 石橋史匡
石橋 史匡（いしばし ふみまさ、Fumi Ishibashi、1983年9月11日 - ）は、日本の群馬県前橋市出身の元プロ野球選手(捕手)。現在は、MLBのロサンゼルス・ドジャース傘下にてドミニカンサマーリーグの監督を務めている。

## 経歴

### プロ入り前
群馬県出身。中学時代からMLBに憧れていた。
中学卒業後に、東京農業大学第二高等学校に進学した。
高校2年まではベンチだった。高校3年で先発捕手となったものの、目立った活躍をすることはなかった。
2002年9月に、アメリカ合衆国のロサンゼルスにある短期大学に進学した。

### プロ入り
2005年に、独立リーグであるゴールデンベースボールリーグのジャパン・サムライ・ベアーズに入団した。ここでは、67試合に出場し、打率197、35安打を記録した。しかし、チームは1年で解散となった。
その後は、ロサンゼルスで斎藤隆などの自主トレーニングを行なう日本人選手の練習を手伝っていた。
2007年に、ビザが切れたため帰国した。この年は、クラブチームの岩手21赤べこ野球軍団でプレーしていた
2008年は、独立リーグであるベースボール・チャレンジ・リーグの新潟アルビレックス・ベースボール・クラブの内定が決まっていたが、再渡米している。トライアウトを受けロサンゼルス・ドジャースとマイナー契約を結んだ。しかし、傘下アドバンスAのインランド・エンパイア・シックスティシクサーズでの2試合の出場のみだった。

### 現役引退とその後
2009年のキャンプ時に、引退勧告を受けた。その後は、ブルペン捕手としてチームに残った。傘下に所属していた日本人選手の通訳も務めた。また、コーチの手伝いや、ユニフォームの洗濯などスタッフの仕事にも協力していた。
その後、2012年に、メジャーのブルペンキャッチャーに内部昇格、翌2013年にブルペン捕手を解任され、2014年からパートタイム契約でルーキーリーグのコーチの見習いとなった。
シーズンオフの11月に球団のフロント陣が刷新したのに伴いマイナー部門の担当者も一新され、マイナーリーグ担当部長に就任したゲーブ・キャプラーからコーチ就任の打診メールを受け取り、2015年1月12日に、正式に球団からアドバンスルーキーリーグに加盟する傘下球団オグデン・ラプターズのコーチに就任された事が発表された。これは日本人として初となるフルタイム契約での採用であった。
2016年には同じくドジャース傘下、A+級グレートレイクス・ルーンズのコーチに昇格、以降翌2017年まで務めた。2018年度は再度オグデン・ラプターズコーチとしてオファーを受けていたものの、ドジャースのブルペン捕手不足という球団事情により、2013年以来となるブルペンキャッチャーに就任しメジャーに同行する事となった。2019年はドジャース傘下にて日本人としては初となるドミニカンサマーリーグにおいて監督に就任した。